# Adelocera constrictus
Adelocera constrictus là một loài bọ cánh cứng trong họ Elateridae. Loài này được Ritsema miêu tả khoa học năm 1881.